# Christopher Bear

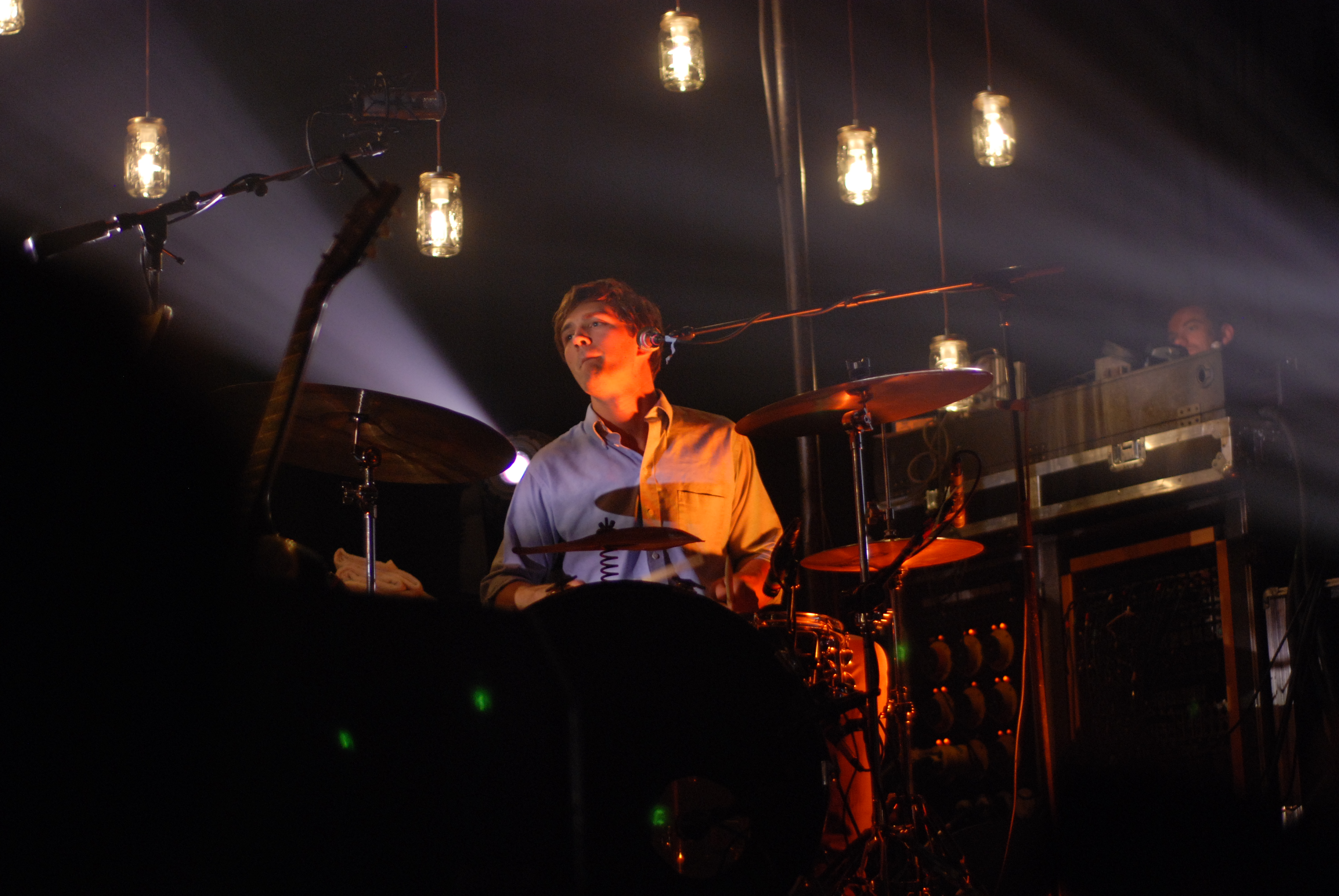
Christopher Bear, 2009

Christopher Bear (* 19. Juli 1982 in Winfield, Illinois) ist ein US-amerikanischer Musiker und Filmkomponist.

## Leben und Karriere
Christopher Bear gründete gemeinsam mit Daniel Rossen die Indie-Rock-Band Grizzly Bear. Ihre Musik fand in zahlreichen Filmen und Fernsehproduktionen Verwendung. Bear studierte Jazz und Musikproduktion an der New School und der New York University und arbeitet als Multi-Instrumentalist, Komponist und Musikproduzent in Los Angeles. Bear komponierte die Musik für den Kurzfilm Shako Mako von Hailey Benton Gates, den Titelsong für Waffel und Mochi, eine bei Netflix gezeigte Kinderserie von Michelle Obama, die Musik für die AppleTV+-Dokuserien Home und den Horrorfilm Swallowed von Carter Smith. Er war auch für die Science-Fiction-Rom-Com If You Were the Last von Kristian Mercado tätig, die am 11. März 2023  beim Filmfestival South by Southwest ihre Premiere feierte. Im selben Jahr erschien mit The Passenger ein weiterer Film, an dem Bear als Filmkomponist mitgewirkte.

## Filmografie (Auswahl)
- 2022: Swallowed – Es ist in dir
- 2023: If You Were the Last
- 2023: The Passenger
- 2023: Past Lives – In einem anderen Leben (Past Lives)
- 2025: Adults